# Gołąbek brunatnofioletowy

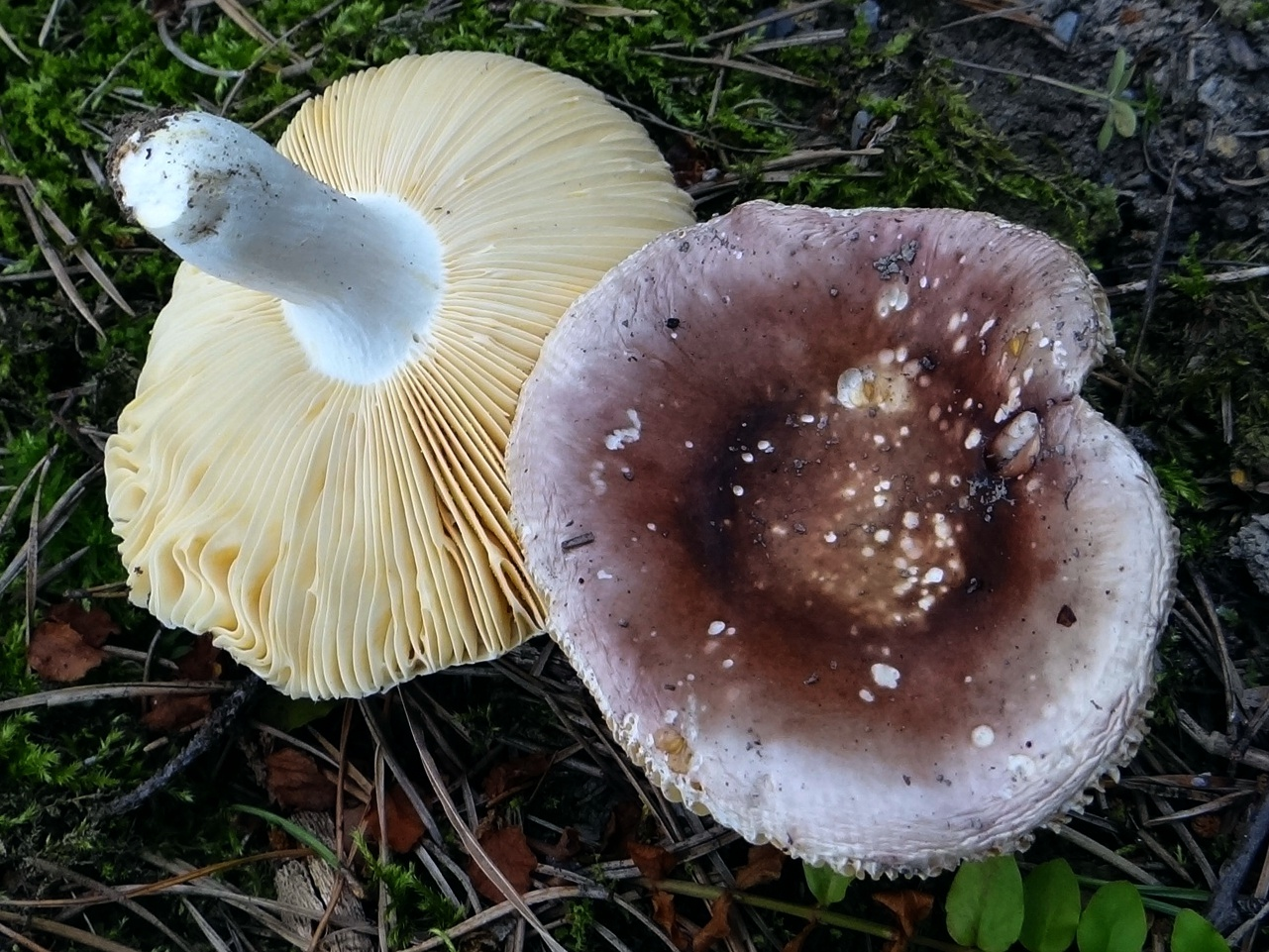

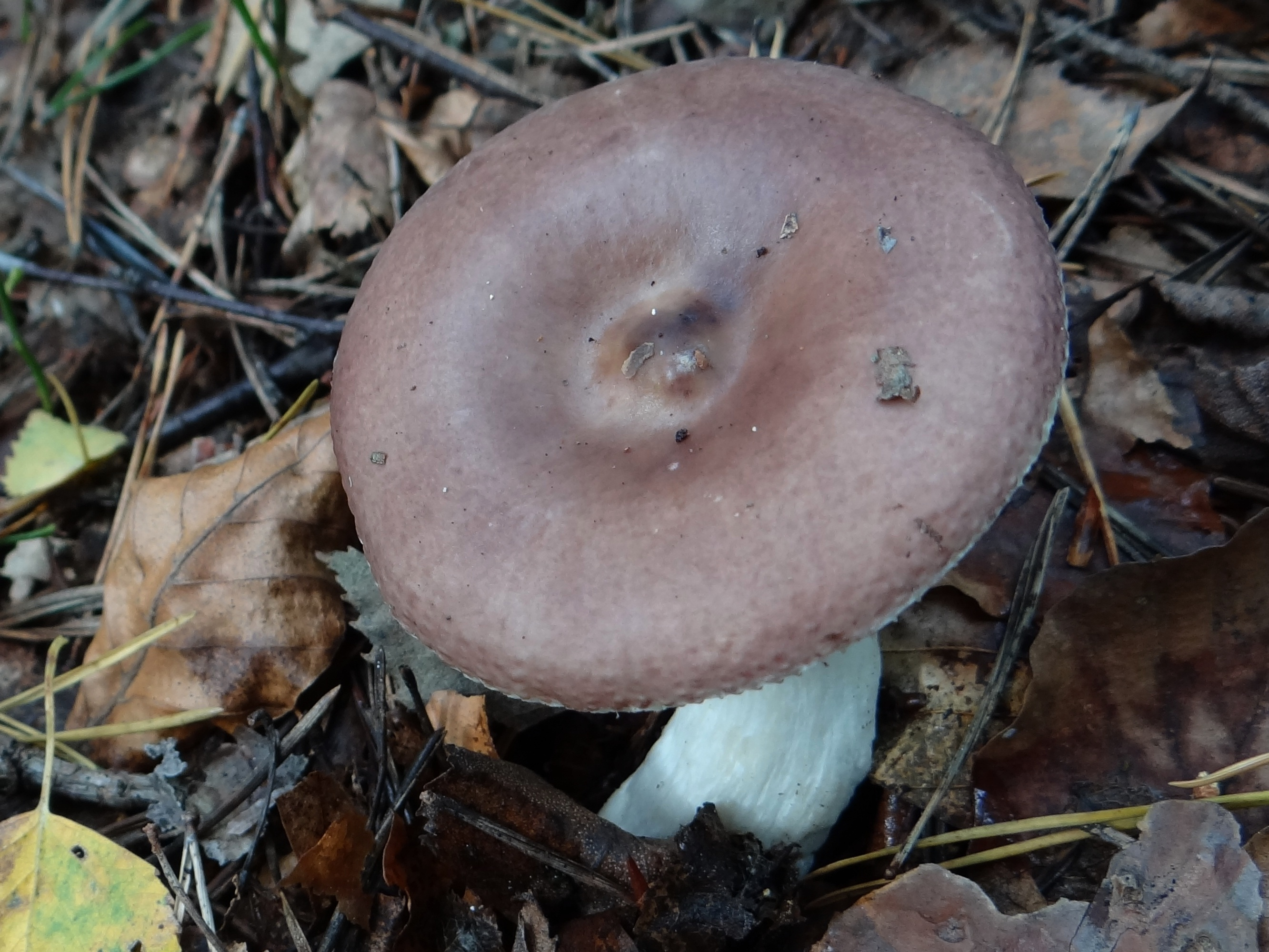

Gołąbek brunatnofioletowy (Russula brunneoviolacea Crawshay) – gatunek grzybów należący do rodziny gołąbkowatych (Russulaceae).

## Systematyka i nazewnictwo
Pozycja w klasyfikacji według Index Fungorum: Russula, Russulaceae, Russulales, Incertae sedis, Agaricomycetes, Agaricomycotina, Basidiomycota, Fungi.
Po raz pierwszy opisał go Richard Crawshay w 1930 r. i nadana przez niego nazwa naukowa jest aktualna. Synonimy:

- Russula brunneoviolacea Crawshay 1930 var. brunneoviolacea
- Russula brunneoviolacea var. cristatispora J. Blum ex Bon 1986
- Russula brunneoviolacea var. diverticolata Moron 2010
- Russula brunneoviolacea var. rubrogrisea Romagn. 1967
- Russula pseudoviolacea Joachim 1931

Polską nazwę podała Alina Skirgiełło w 1991 r.

## Morfologia
Kapelusz
Średnica 3–8 cm, za młodu półkulisty, później łukowaty, w końcu płaski i wgłębiony na środku. Kolor od jasnowinnofioletowego do ciemnobrązowofioletowego, miejscami ochrowo lub oliwkowo plamisty. Skórka gładka, lub delikatnie brodawkowana i da się zedrzeć do około dwóch trzecich promienia kapelusza. Podczas wilgotnej pogody jest śliska i lepka. Brzegi kapelusza początkowo gładkie, u starszych okazów karbowane.
Blaszki
Cienkie, wolne lub nieco zatokowate, z nielicznymi blaszeczkami, czasami rozwidlone. Przy brzegu zaokrąglone. Za młodu białe, później kremowe. Występują na nich zmarszczki.
Trzon
Wysokość 2-8cm, grubość 0,8–2,4 cm, gruby, walcowaty. Za młodu jest pełny, jędrny i biały, potem kruchy, pusty lub watowaty i brunatno-żółtawy
Miąższ
Biały, po przecięciu żółknie (szczególnie w trzonie). Smak słabo owocowy, słabo wyczuwalny.
Wysyp zarodników
Jasnokremowy. Zarodniki o rozmiarach 9,5 × 8,5 μm, szeroko elipsoidalne z dużą, amyloidalną łysinką. Powierzchnia pokryta kolcami o wysokości 1,2–2 μm. Tylko niektóre pokryte są zmarszczkami. Cystydy o rozmiarach do 85 × 11 μm, maczugowate lub wrzecionowate z niewielkim kończykiem, w sulfowanilinie błękitniejące. Podstawki o rozmiarach 40–53 × 10–13 μm. W skórce występują dermatocystydy.
Gatunki podobne
- gołąbek ciemnopurpurowy (Russula undulata). Ma nieco palący smak i rośnie tylko pod dębami[3].
- gołąbek lepki (Russula viscida). Blaszki mają palący smak, a starsze okazy od spodu żółkną[3].

## Występowanie i siedlisko
Występuje w Ameryce Północnej i w Europie. W polskim piśmiennictwie mykologicznym opisano wiele jego stanowisk, ale dokładnie rozprzestrzenienie tego gatunku w Polsce nie jest znane. Brak informacji o zagrożeniu, w Norwegii jednak jest na liście gatunków zagrożonych wyginięciem.
Naziemny grzyb mykoryzowy. Rośnie w lasach mieszanych, na glebach kwaśnych, głównie pod bukami i dębami, rzadziej pod jesionami, grabami i brzozami. W Alpach dochodzi do wysokości 2640 m.

## Znaczenie
Grzyb jadalny.